# Knivsudd

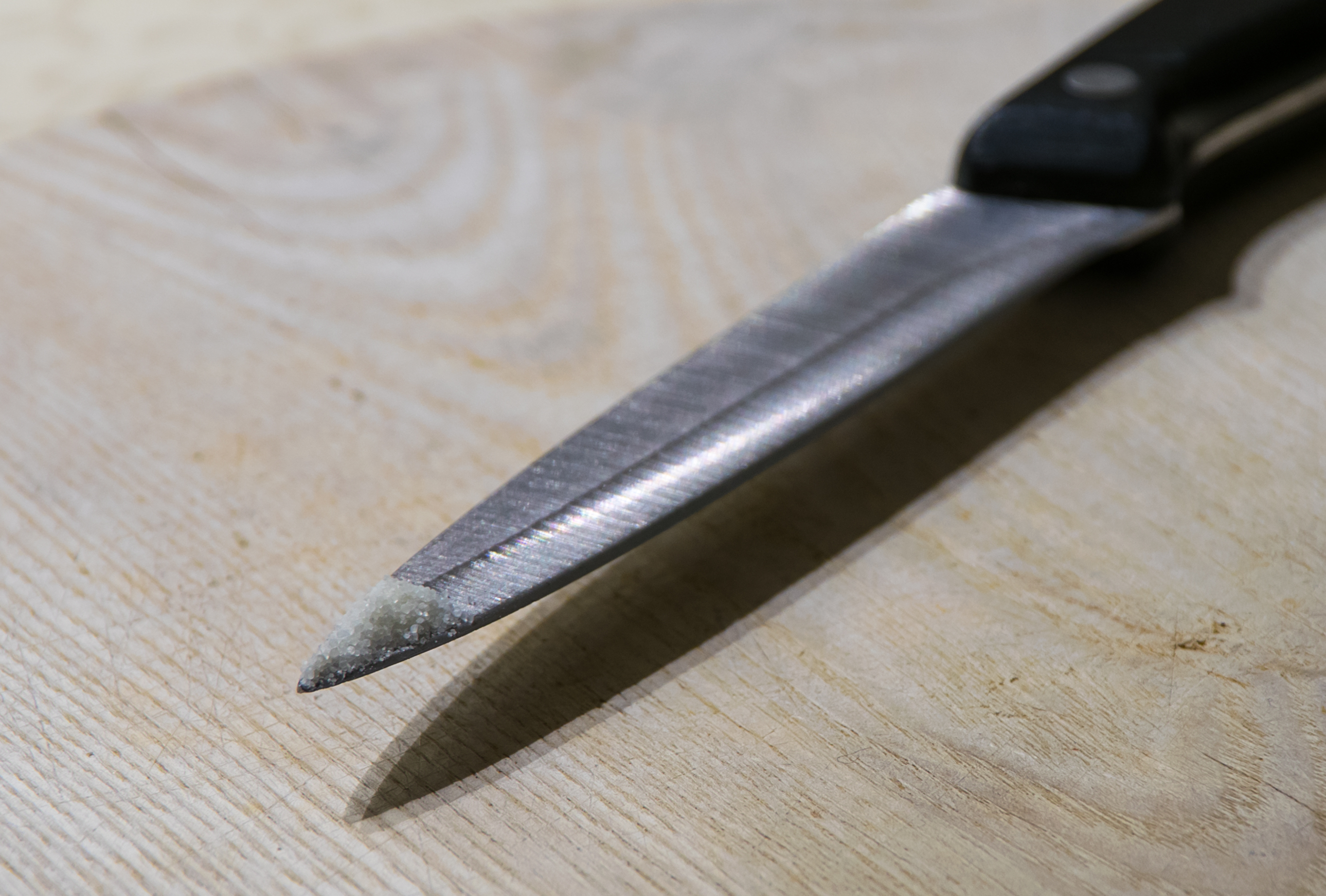
En knivsudd salt

Knivsudd är en måttenhet för pulverformiga substanser och motsvarar ungefär 0,15 - 0,5 ml.
 Det kan jämföras med ett kryddmått som rymmer 1 ml.
I kemisammanhang förekommer även beteckningen "spateludd".